# Phare de Capo Ferro
Le phare de Capo Ferro (Italien :Faro di Capo Ferro) est un phare situé sur le promontoire du même nom, au sud de l'entrée des Bouches de Bonifacio et de l'Archipel de La Maddalena. Il appartient à la commune d'Arzachena, en mer Tyrrhénienne, dans la province d'Olbia-Tempio (Sardaigne), en Italie.

## Histoire
Le phare construit en 1858, n'a été activé par la Regia Marina qu'en 1861. Il est situé au coin nord-est de la Sardaigne sur la Costa Smeralda, à 8 km au nord-ouest de Porto Cervo. Le phare est entièrement automatisé et exploité par la Marina Militare.

## Description
Le phare se compose d'une tour cylindrique en maçonnerie de 18 m de haut, avec galerie et lanterne, s'élevant d'une maison de gardiens de deux étages. Le bâtiment est peint en blanc et le dôme de la lanterne est gris métallisé. Il émet, à une hauteur focale de 52 m, trois éclats blancs toutes les 15 secondes. Sa portée est de 24 milles nautiques (environ 44 km).
Identifiant : ARLHS : SAR015 ; EF-1146 - Amirauté : E1002 - NGA : 8724 .

## Caractéristique dufeu maritime
Fréquence : 15 secondes (W)
- Lumière : 0.3 seconde
- Obscurité : 2.7 secondes
- Lumière : 0.3 seconde
- Obscurité : 2.7 secondes
- Lumière :0.3 seconde
- Obscurité : 8.7 secondes

|            |
| Capo Ferro |

|          |
| Le phare |

### Lien connexe
- Liste des phares de la Sardaigne